# Zomerjazzfietstour

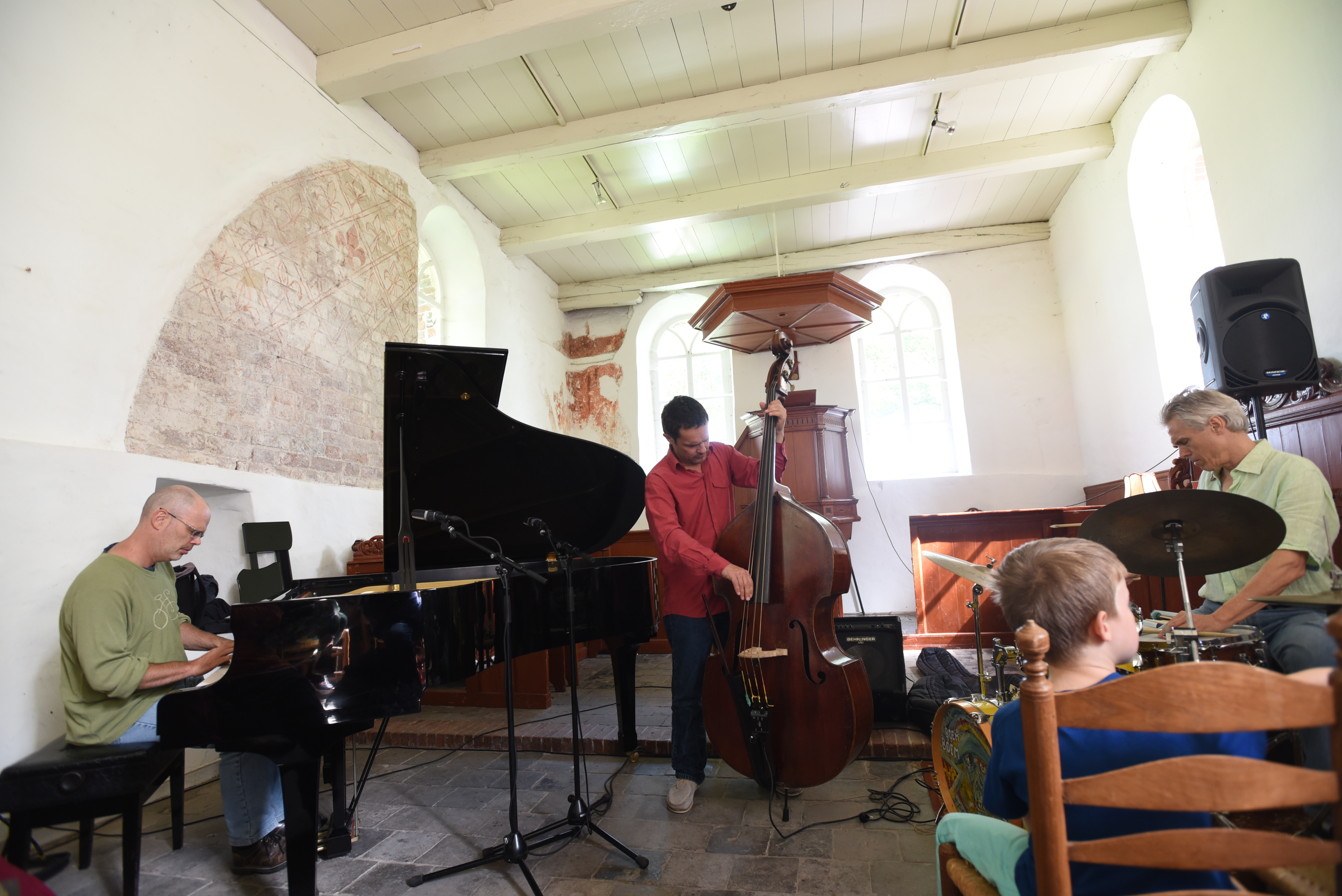
Zomerjazzfietstour 2015: Who Trio.

De Zomerjazzfietstour wordt sinds 1987 op de laatste zaterdag van augustus gehouden in de oude kerkjes die zich in het stroomdal van het Reitdiep, ten noordwesten van de stad Groningen, bevinden.
Het is een festival voor actuele jazz en improvisatiemuziek. Vaste gasten zijn onder andere Han Bennink, Tobias Delius, Phil Minton, Veryan Weston, Joost Buis en Cor Fuhler.